# Покемон 2000: Филмът
„Покемон 2000: Филмът“ (на английски: Pokémon: The Movie 2000) (на японски: Pocket Monsters the Movie: Revelation Lugia (劇場版ポケットモンスター 幻のポケモン ルギア爆誕? Gekijōban Poketto Monsutā Maboroshi no Pokemon Rugia Bakutan)) е японски анимационен филм от 1999, режисиран от Кунихико Юяма. Това е вторият пълнометражен филм от поредицата Покемон.

## Дублажи
„Покемон 2000: Филмът“ има синхронен дублаж в студио 2 на дублажно студио Александра Аудио по поръчка на Александра Видео през 2003 г. Екипът се състои от:
| Изпълнителен продуцент       | Васил Новаков |
| Превод и адаптация           | Веселина Пършорова |
| Текст и адаптация на песните | Десислава Софранова Цветомира Михайлова |
| Музикален режисура           | Десислава Софранова |
| Режисьор на дублажа          | Василка Сугарева |
| Тонрежисьори                 | Стамен Янев Николай Вътов |
| Озвучаващи артисти           | Живка Донева Здрава Каменова Петя Абаджиева Поля Цветкова Георги Иванов Иван Балсамаджиев Кирил Бояджиев Станислав Димитров Георги Тодоров |
| Песните изпълняват           | Антоанета Георгиева Тони Тодор Георгиев Стамен Янев                                                                                        |

През декември 2006 г. БНТ 1 (Канал 1) излъчи филма с български дублаж за телевизията. Екипът се състои от:
| Преводач            | Яна Янева                                                                                          |
| Редактор            | Веселина Пършорова                                                                                 |
| Тонрежисьор         | Елена Симеонова                                                                                    |
| Режисьор на дублажа | Лилия Константинова                                                                                |
| Озвучаващи артисти  | Живка Донева Даринка Митова Ася Братанова Стефан Сърчаджиев-Съра Радослав Рачев Александър Воронов |